# NGC 3785
NGC 3785 (również PGC 36148 lub UGC 6620) – galaktyka soczewkowata (S0), znajdująca się w gwiazdozbiorze Lwa. Odkrył ją Édouard Jean-Marie Stephan 28 kwietnia 1881 roku.